# Colonia Ejidal Benito Juárez
Colonia Ejidal Benito Juárez är en ort i Mexiko.   Den ligger i kommunen Tenampa och delstaten Veracruz, i den sydöstra delen av landet, 240 km öster om huvudstaden Mexico City. Colonia Ejidal Benito Juárez ligger 939 meter över havet och antalet invånare är 104.
Terrängen runt Colonia Ejidal Benito Juárez är kuperad. Runt Colonia Ejidal Benito Juárez är det ganska tätbefolkat, med 214 invånare per kvadratkilometer. Närmaste större samhälle är Huatusco de Chicuellar, 15,8 km sydväst om Colonia Ejidal Benito Juárez. I omgivningarna runt Colonia Ejidal Benito Juárez växer huvudsakligen savannskog.